# 9487 Kupe
A 9487 Kupe (ideiglenes jelöléssel 7633 P-L) a Naprendszer kisbolygóövében található aszteroida. Cornelis Johannes van Houten, Ingrid van Houten-Groeneveld és Tom Gehrels fedezte fel 1960. október 17-én.